# New Pants
New Pants (xinès simplificat: 新裤子乐队, pinyin: Xīn kùzǐ yuèduì, literalment 'Pantalons nous') és una banda de rock xinesa. Fundada entre l'hivern de 1995, i l'any 1996, New Pants s'ha convertit en un dels grups més representatius i influents del new wave a la Xina, sent considerat com un dels pioners del moviment al país.
Els membres actuals de la banda són: Peng Lei (veu), Pang Kuan (teclat), Zhao Meng (baix) i Hayato Kitō (bateria).
El 2019, New Pants va participar en un programa de varietats anomenat "The Big Band" a iQiyi i va guanyar el campionat (Hot 1).
La banda vesteix productes retro fets a la Xina, com ara roba esportiva de la marca Meihua i sabates Warrior en algunes actuacions. Complementen la seua posada en escena amb referències de pel·lícules, i per ser pioners en l'ús de dibuixos animats als videoclips, ja que Peng Lei és animador. Va fundar el seu estudi d'animació gràcies als beneficis de la venda de discos. A més, la veu nasal del cantant el fa fer sons que recorden l'Òpera de Pequín.

## Història
New Pants apareix a l'escena punk xinesa de mitjans de la dècada del 1990, sent The Ramones una de les seues referències primerenques.
A partir del 1996 comencen a assajar, i el 1998 trauen el primer disc, i assenten el seu estil i el nom actual. Amb el temps, el seu so evolucionaria cap a un estil més proper cap al pop electrònic.
El 2005, Peng Lei i Pang Kuanwo comencen a estudiar sintetitzadors, i el 2007 trauen Dragon Tiger Panacea, on mesclen new wave dels 80 amb disco.